# Ból ostry
Ból ostry – nieprzyjemne wrażenie zmysłowe o wysokiej skali natężenia, związane z działaniem bodźca bólowego na nocyceptory (neurony wyspecjalizowane w przewodzeniu czucia bólu). Przyczyna jego powstania jest zazwyczaj jasna i łatwa do precyzyjnego określenia – na przykład uszkodzenie tkanki, czynniki chorobowe zagrażające całemu organizmowi, zabieg diagnostyczny lub chirurgiczny. Czas trwania bólu ostrego jest wprost proporcjonalny do czasu gojenia się rany lub zwalczenia czynników chorobowych. Zwykle ustępuje on po kilku lub kilkunastu dniach, maksymalnie po 3 miesiącach. Ból ostry pełni funkcję ostrzegawczo-obronną i jest mechanizmem niezbędnym do zachowania organizmu przy życiu. Towarzyszy mu autonomiczna, emocjonalna i behawioralna odpowiedź ustroju. Często bywa też pierwszym sygnałem alarmującym o niepokojących zmianach.  

## Klasyfikacja
Wyróżnia się trzy typy bólu ostrego:  
- ból receptorowy – powstający w wyniku podrażnienia nocyceptorów
- ból fizjologiczny – powstający jako efekt działania stymulacji nocyceptywnej niespowodowanej uszkodzeniem tkanek, np. dotknięcie gorącego przedmiotu. Umożliwia on realizację podstawowej ostrzegawczo-obronnej funkcji stymulacji nocyceptywnej.
- ból kliniczny – powodowany bodźcem wynikającym z uszkodzenia tkanek, jak uraz lub zapalenie. Towarzyszy mu pojawienie się nadwrażliwości związanej ze zmianą właściwości pierwotnych zakończeń nerwowych (sensytyzacja obwodowa) oraz zmianami w ośrodkowym układzie nerwowym (sensytyzacja ośrodkowa). Zjawisko to manifestuje się obniżeniem progu bólowego (allodynia), wzrostem odpowiedzi na stymulację (hiperalgezja), występowaniem bólów spontanicznych lub bólu rzutowanego.

## Etiologia
Proces powstawania bólu określa się mianem nocycepcji. Składa się on z czterech etapów:
- transdukcja – zachodzi zamiana energii działającego bodźca uszkadzającego (mechanicznego, termicznego, chemicznego) na impuls elektryczny przewodzony neurytami. Odbywa się to w obwodowych zakończeniach nerwowych neuronu nocyceptorowego – nocyceptorach. Uszkodzenie tkanek prowadzi do uwolnienia wielu mediatorów, m.in.: substancji P, bradykininy, histaminy, serotoniny, prostanoidów czy cytokin, odpowiedzialnych za rozwój tzw. zapalenia neurogennego w miejscu urazu.
- przewodzenie – informacja nocyceptywna, zakodowana w postaci impulsu elektrycznego, dociera do zwoju korzeni grzbietowych nerwów rdzeniowych (DRG, dorsal root ganglion). Tam powoduje uwalnianie aminokwasów pobudzających, substancji P, neurokininy A oraz innych peptydów, które — poprzez dendryty komórek — są transportowane z DRG do synaps tworzonych przez ośrodkowe zakończenia neuronu nocyceptorowego w rogu tylnym rdzenia kręgowego. Razem z innymi czynnikami pełnią tam rolę neuroprzekaźników lub neuromodulatorów.
- modulacja –  z rogu tylnego rdzenia kręgowego informacja nocyceptywna jest przekazywana do wyższych pięter ośrodkowego układu nerwowego przede wszystkim drogami zlokalizowanymi w przedniobocznym kwadrancie istoty białej rdzenia kręgowego i w sznurach tylnych (boczną drogą rdzeniowo-wzgórzową, przyśrodkową drogą rdzeniowo-wzgórzową, drogą rdzeniowo-śródmózgowiową i rdzeniowo-siatkowatą).
- percepcja – zachodzi w mózgowiu, spełnia rolę poznawczą, jest odpowiedzialna za uświadomienie działania stymulacji bólowej, jej ocenę oraz za reakcje afektywne i emocjonalne. Na tym etapie powstaje lęk, agresja i gniew oraz są kształtowane modele zachowań związane z zapamiętywanym bólem.

Ból ostry inicjuje odpowiedź, która pomaga ustrojowi utrzymać homeostazę w trakcie rozwoju procesu patologicznego. Jest ona określana mianem reakcji atawistycznej, a jej celem jest przygotowanie organizmu do działań typu „walka/ucieczka”. 
Do najczęstszych przyczyn wystąpienia bólu ostrego należą: 
- uraz
- oparzenie
- choroba niedokrwienna serca
- ostre zapaleniu trzustki
- pęknięcie wrzodu żołądka
- pęknięcie wrzodu dwunastnicy
- kolka żółciowa
- kolka nerkowa
- zapalenie wyrostka robaczkowego
- krwotok podpajęczynówkowy
- krytyczne niedokrwienie kończyn
- dyskopatia
- rwa kulszowa
- neuralgia.

## Objawy
Do reakcji psychofizjologicznych w bólu ostrym zalicza się: 
- przyśpieszenie rytmu serca
- podwyższenie ciśnienia tętniczego
- zwiększenie częstości oddechów
- mydriasis
- nadmierną potliwość
- wzrost napięcia mięśniowego
- nadmierną ruchliwość
- drżenie
- zachowania unikające
- stany lękowe.

Zapalenie neurogenne przy urazie tkanek wywołującym ból ostry klinicznie przejawia się obrzękiem i zaczerwienieniem oraz obecnością hiperalgezji w uszkodzonych tkankach. 
Około 30% populacji nie odczuwa bólu przez kilka minut, a nawet godzin po wystąpieniu urazu. Zjawisko to nosi nazwę analgezji wywołanej przez stres (Stress Induced Analgesia) i jest wynikiem wzmożonej aktywności endogennych układów przeciwbólowych-antynocyceptywnych (opioidowego, noradrenergicznego, cholinergicznego, serotoninergicznego, GABA-ergicznego) w wyniku działania szczególnie nasilonych czynników emocjonalnych i stresogennych (jak sporty walki, wypadki komunikacyjne, tzw. gorączka bitwy).

## Leczenie
W terapii bólu ostrego stosuje się (w zależności od etiologii i widocznych objawów):  
- paracetamol – istotny w terapii bólu ostrego ze względu na działanie przeciwbólowe i przeciwgorączkowe (hamuje syntezę prostaglandyn w podwzgórzu). Nie wykazuje działania przeciwzapalnego.
- metamizol – podobnie jak paracetamol działa przeciwbólowo i przeciwgorączkowo, nie posiada komponenty przeciwzapalnej. Jego skuteczność w terapii bólu ostrego opiera się na hamowaniu aktywności COX w ośrodkowym układzie nerwowym, co z kolei powoduje zahamowanie syntezy prostaglandyn.
- niesteroidowe leki przeciwzapalne (NLPZ) – szczególnie zalecane w bólach ostrych przy stanach zapalnych ze względu na silne działanie przeciwzapalne substancji należących do tej grupy środków farmakologicznych (np. deksketoprofen, ibuprofen, nimesulid, diklofenak).
- słabe i mocne opioidy – zgodnie z drabiną analgetyczną stosowane w kolejności od słabych do mocnych przy bólach o natężeniu od średniego do silnego, zalecane do łączenia np. z NLPZ. Bazują na naturalnych substancjach obecnych w roślinach (kodeina, morfina) i organizmie ludzkim (endorfiny, enkefaliny). Ich działanie przeciwbólowe opiera się na łączeniu z receptorami opioidowymi.
- środki znieczulające miejscowo – hamujące odczucia bólowe przez odwracalne przerwanie przewodnictwa nerwowego w pniach nerwowych zaopatrujących określoną okolicę ciała, stosowane np. przy zabiegach operacyjnych lub diagnostycznych.
- koanalgetyki – stosowane jako leki wspomagające, zwłaszcza w leczeniu bólu neuropatycznego. Zalicza się do nich leki przeciwdrgawkowe, leki przeciwdepresyjne i antagonisty receptorów NMDA.